# Maqsat Baýjanov
Maqsat Baýjanov (in kazako Мақсат Байжанов?; in russo Максат Дуйсенбекович Байжанов?, Maksat Dujsenbekovič Bajžanov; Qyzylorda, 6 agosto 1984) è un ex calciatore kazako, di ruolo centrocampista.

## Carriera

### Club
Durante la sua carriera ha giocato con varie squadre kazake, tra cui anche l'Aqtöbe.

### Nazionale
Conta 30 presenze e una rete con la Nazionale kazaka.

## Palmarès

### Club

#### Competizioni nazionali
- Supercoppa del Kazakistan: 1

Aqtöbe: 2010